# Exocentrus subglaber
Exocentrus subglaber là một loài bọ cánh cứng trong họ Cerambycidae.